# 耶律氏

“耶律”的契丹小字寫法“𘬜𘭪𘲚𘱪”，轉寫：ei.ra.ú.ud

耶律氏是契丹人的姓氏之一，遼代的國姓，由於遼太祖仰慕漢高帝，所以耶律氏又称刘氏。《辽史·国语解》记载：“耶律和萧两个姓，以汉字书者曰耶律、萧，以契丹字书者曰移剌、石抹”。《金史·国语解》记载：“移喇曰刘，石抹曰萧”。金朝改耶律为移剌或移剌答，元朝以后鲜见于史籍。而清代滿族姓氏当中的伊拉里氏就是契丹耶律氏的異譯。另有女真移剌氏、满洲伊拉氏是其后裔；“移剌”、“伊拉”即耶律音转。

## 名人
- 遼朝皇帝
- 耶律楚材
- 耶律休哥
- 耶律沙
- 耶律斜軫
- 耶律阿海

## 虛構人物
- 耶律齊：金庸小說神鵰俠侶人物
- 耶律燕：金庸小說神鵰俠侶人物
- 耶律鷹：隨風清小說軍師王妃人物
- 耶律麒：電視劇獵人主角偵探人物

## 延伸阅读
[在维基数据编辑]
 《欽定古今圖書集成·明倫彙編·氏族典·耶律姓部》，出自陈梦雷《古今圖書集成》